# Jabal Hafit
Jabal Hafit  (en árabe: جبل حفيت‎, romanizado: Jabal Ḩafīt) es una montaña cuya cima está situada en el límite fronterizo entre Emiratos Árabes Unidos y Omán, a las afueras de Al Ain, en el Emirato de Abu Dabi.
La estructura de la montaña es un pliegue periclinal que bordea el este, con una dirección NNO-SSE durante 25 kilómetros y tiene un ancho máximo de 5 kilómetros en la superficie, abarcando un área aproximada de 53 kilómetros cuadrados, con una elevación máxima de 1.108 m s.n.m. 
Jabel Hafit fue un punto de referencia muy conocido en la historia de la zona y es una atracción turística contemporánea, albergando entre otros puntos de interés, el Jabal Hafit National Park, también denominado Jebel Hafit Desert Park.
En razón de su valor excepcional en el plano arqueológico e histórico, el parque del desierto y las tumbas encontradas en Jabal Hafit fueron inscritos en la lista del Patrimonio de la Humanidad de la Unesco en 1993, con la denominación Sitios culturales de Al Ain: Hafit, Hili, Bidaa Bint Saud y zonas de los oasis.

## Toponimia
Nombres alternativos: Jabal Ḩafīt, Jabal Ḩafit, Jabal Hafi, Jebel Hafit, Jabal Ḥafī, Jebel Hafeet.
El nombre del Jabal Hafit (con la grafía Jabal Ḩafit) aparece registrado en los documentos y mapas elaborados entre 1950 y 1960 por el arabista británico, cartógrafo, militar y diplomático Julian F. Walker, con motivo de los trabajos realizados para el establecimiento de las fronteras entre los entonces denominados Estados de la Tregua, completados más tarde, por el Ministerio de Defensa del Reino Unido, con mapas a escala 1:100 000 publicados en 1968 y 1975, y en otros mapas y documentos anteriores custodiados en los Archivos Nacionales del Reino Unido.
En el Atlas Nacional de Emiratos Árabes Unidos consta referenciado con la grafía Jabal Ḩafīt.